# Eugenia protenta
Eugenia protenta är en myrtenväxtart som beskrevs av Mcvaugh. Eugenia protenta ingår i släktet Eugenia och familjen myrtenväxter. Inga underarter finns listade i Catalogue of Life.